# Phil "Philthy Animal" Taylor
Phil Taylor, més conegut com "Philthy Animal" Taylor o "Philthy" Phil Taylor (Hasland, Chesterfield, Anglaterra, 21 de setembre de 1954-11 de novembre de 2015), va ser el bateria del grup de heavy metal britànic Motörhead en els períodes 1975-1984 i 1987-1992. Va morir l'11 de novembre de 2015, després d'una llarga malaltia.

## Biografia
Nascut el 21 de setembre de 1954 en Hasland, Chesterfield, Anglaterra, Taylor va reemplaçar al primer bateria de Motörhead, Lucas Fox, durant l'enregistrament de l'àlbum homònim de la banda, Motörhead, en 1977. Lemmy explica que el van escollir "perquè tenia cotxe i els podia portar a l'estudi d'enregistrament". El bateria que tenien no funcionava i "Phil no parava de dir que podia tocar". Taylor va presentar a la banda a "Fast" Eddie Clarke, amb el qual havia treballat pintant una casa flotant. Taylor no va poder gravar la bateria del tema "Lost Johnny" en ser arrestat per estar borratxo i per desordre públic, havent-se acabat el temps disponible en l'estudi.
En 1978, Taylor, Lemmy i Clarke van interrompre un enregistrament de la banda The Damned, convertint-ho en una jam session, apareixent una d'aquestes improvisacions com a Cara B de "I Just Can't be Happy Today". Poc després de l'enregistrament de l'àlbum Ace of Spades de 1980, Taylor es va trencar el coll, caient al sòl de cap, després que un company li aixequés del cap com a mostra de força. Taylor va continuar tocant amb Motörhead amb un collet, cosa que s'aprecia en el videoclip de "Ace of Spades". Com a resultat, Taylor té un prominent embalum en el coll. Aquests "accidents" no li eren aliens, ja que prèviament s'havia trencat una mà en propinar-li un cop de puny a un home a Londres. En aquesta ocasió, Taylor també va seguir tocant amb la banda, usant cinta per subjectar la baqueta a la mà.
Després d'una aparició en la sèrie de televisió The Young Ones en 1984, Philty va abandonar la banda. Durant l'any següent, va treballar amb Waysted, i es va unir a un altre ex-Motörhead, Brian Robertson (també ex-Thin Lizzy), per formar la banda Operator.
Taylor va tornar a Motörhead en 1987 i va continuar tocant amb la banda fins a 1992. Després d'haver estat avisat en tres ocasions sobre el seu rendiment, va ser acomiadat després de l'enregistrament de "I Ain't No Nice Guy", culpa del seu baix rendiment.
També ha tocat amb el grup The Web o Spider.
En 2007, va tornar a l'escena musical amb la banda Capricorn, al costat de l'ex-guitarrista de Danzig, l'ex-guitarrista/vocalista de Monster Magnet Phil Caivano i l'ex-baxista de Nashville Pussy Corey Parks.

## Discografia

### Amb Motörhead
- Motörhead (1977)
- Overkill (1979)
- Bomber (1979)
- Ace of Spades (1980)
- No Sleep 'til Hammersmith (1981)
- Iron Fist (1982)
- Another Perfect Day (1983)
- Rock 'n' Roll (1987)
- 1916 (1991)

### Altres enregistraments
- The Muggers (àlbum) The Muggers Tapis Enregistrament en directe provinent de quatre concerts al costat dels guitarristes Fast Eddie Clarke i John 'Speedy' Keen, i el baixista Billy Wrath. L'àlbum es va editar com a disc addicional de l'àlbum Best of Motorhead.
- Philthy Phil & Fast Eddie (àlbum) Naughty Old Santa's Christmas Classics (1989)
- GMT One By One senzill de 12" (1989)
- GMT War Games CD amb les mateixes pistes més una (1991)
- The Deviants Have Left The Planet
- Sheep In Wolves' Clothing